# Métro de l'Øresund
 (août 2023).
Le contenu est difficilement compréhensible vu les erreurs de traduction, qui sont peut-être dues à l'utilisation d'un logiciel de traduction automatique.
 (août 2023).
La mise en forme du texte ne suit pas les recommandations de Wikipédia : il faut le « wikifier ».
Les points d'amélioration suivants sont les cas les plus fréquents. Le détail des points à revoir est peut-être précisé sur la page de discussion.
- Les titres sont pré-formatés par le logiciel. Ils ne sont ni en capitales, ni en gras.
- Le texte ne doit pas être écrit en capitales (les noms de famille non plus), ni en gras, ni en italique, ni en « petit »…
- Le gras n'est utilisé que pour surligner le titre de l'article dans l'introduction, une seule fois.
- L'italique est rarement utilisé : mots en langue étrangère, titres d'œuvres, noms de bateaux, etc.
- Les citations ne sont pas en italique mais en corps de texte normal. Elles sont entourées par des guillemets français : « et ».
- Les listes à puces sont à éviter, des paragraphes rédigés étant largement préférés. Les tableaux sont à réserver à la présentation de données structurées (résultats, etc.).
- Les appels de note de bas de page (petits chiffres en exposant, introduits par l'outil «  Source ») sont à placer entre la fin de phrase et le point final[comme ça].
- Les liens internes (vers d'autres articles de Wikipédia) sont à choisir avec parcimonie. Créez des liens vers des articles approfondissant le sujet. Les termes génériques sans rapport avec le sujet sont à éviter, ainsi que les répétitions de liens vers un même terme.
- Les liens externes sont à placer uniquement dans une section « Liens externes », à la fin de l'article. Ces liens sont à choisir avec parcimonie suivant les règles définies. Si un lien sert de source à l'article, son insertion dans le texte est à faire par les notes de bas de page.
- La présentation des références doit suivre les conventions bibliographiques. Il est recommandé d'utiliser les modèles {{Ouvrage}}, {{Chapitre}}, {{Article}}, {{Lien web}} et/ou {{Bibliographie}}. Le mode d'édition visuel peut mettre en forme automatiquement les références.
- Insérer une infobox (cadre d'informations à droite) n'est pas obligatoire pour parachever la mise en page.

Pour une aide détaillée, merci de consulter Aide:Wikification.
Si vous pensez que ces points ont été résolus, vous pouvez retirer ce bandeau et améliorer la mise en forme d'un autre article.
 (août 2023).
Le métro de l'Øresund est un projet de métro entre les villes de Copenhague, au Danemark, et de Malmö, en Suède. Il compléterait la ligne ferroviaire lourde actuelle de l'Øresund.

## Arrière-plan
En septembre 2011, les gouvernements locaux de Copenhague et de la ville voisine de Malmö en Suède ont annoncé qu'ils recherchaient un financement de l'Union européenne pour étudier une éventuelle ligne de métro passant sous l'Øresund jusqu'au quartier de la gare centrale de Malmö, offrant des déplacements plus rapides et une capacité supplémentaire au-delà de celle du pont existant de l'Øresund. L'étude, pour laquelle l'UE a accordé un financement en décembre 2011, considéra à la fois une simple navette entre les deux gares et une ligne continue intégrée aux réseaux de transports locaux de chaque côté, et prévoit un temps de trajet d'environ 20 minutes entre les deux centre-ville. Ces études ont été achevées en avril 2021,.
En mai 2018, la société Oresundsmetro Executive a été annoncé, composé de représentants des deux villes, de l'industrie et des chercheurs, afin d'explorer la proposition de relier Copenhague et Malmö via un système de métro sans conducteur, donc automatique, avec un temps de trajet d'environ 20 minutes contre 35 minutes en train. Des limites capacitaires sont attendues sur la ligne Oresund une fois la liaison fixe de la ceinture de Fehmarn terminée, et la proposition de ce métro à 4 milliards d'euros atténuerait ce goulot d'étranglement.

## Projet
La ligne devrait avoir une capacité de 36 rames par heure dans chaque direction, une vitesse maximale de 120 km/h et être connecté au système de métro de Copenhague existant.